# Tatort: Hundstage
Hundstage ist ein Fernsehfilm aus der Fernseh-Kriminalreihe Tatort der ARD, des ORF und des SRF, der am 31. Januar 2016 erstmals gesendet wurde. Es ist die 973. Folge der Tatort-Reihe und der achte Fall der Ermittler Faber, Bönisch, Dalay und Kossik.

## Handlung
Auf dem Rückweg vom Psychotherapeuten, zu dem Faber nach der Dienstaufsichtsbeschwerde seines Kollegen Kossik gehen muss, rettet er eine Frau, Judith Stiehler, aus dem Hafenbecken des Dortmunder Hafens. Eine zweite Person treibt mit einer Schussverletzung tot im Wasser. Die Identität des Toten, des Unternehmers Max Dehlens, stellt für Martina Bönisch eine Verbindung zu einem alten Vermisstenfall her, in dem sie 14 Jahre zuvor ermittelt hatte: Damals verschwand der Sohn Dehlens’ spurlos und konnte nicht wieder aufgefunden werden. Eva Dehlens, die Witwe des Toten, konfrontiert Bönisch deshalb sogleich mit Vorwürfen, als diese die Nachricht vom Tode des Gatten überbringt.
Faber und Bönisch finden heraus, dass es zwischen Judith Stiehler und den Dehlens eine Verbindung gibt: Die psychisch labile Eva Dehlens glaubte, in Judith Stiehlers Sohn ihr verschollenes Kind wiedererkannt zu haben. Ein Zeuge belastet Judith Stiehler, Max Dehlens erschossen zu haben, was diese aber bestreitet. Sie habe ihn am Hafen getroffen, er sei niedergeschossen worden und ins Hafenbecken gestürzt, daraufhin sei sie beim Versuch, ihn zu retten, ins Wasser gesprungen. Die Forensikerin bestätigt, dass Stiehler nicht geschossen haben kann, da die Schussabgabe aus größerer Entfernung erfolgte. Es stellt sich heraus, dass Jonas tatsächlich der vermisste Sohn von Max und Eva Dehlens ist.
Faber und Bönisch stellen am Hafen die Situation nach und versetzen sich in die Rollen der Beteiligten. So finden sie heraus, was wirklich passiert ist: Max Dehlens, der nicht davon ausging, dass Jonas tatsächlich sein verschollener Sohn sei, wollte Judith Stiehler Geld geben, damit sie mit Jonas untertaucht und Eva Dehlens mit ihren Vermutungen in Bezug auf Jonas Ruhe gibt. Eva Dehlens fand heraus, was ihr Mann vorhatte, und erschoss ihn, als er sich mit Stiehler zur Geldübergabe am Hafen traf; später bestach sie den Augenzeugen.

## Hintergrund
Der Tatort Hundstage wurde vom 23. Juni 2015 bis zum 24. Juli 2015 in Dortmund und Köln gedreht.

## Rezeption

### Kritiken
Bei Spiegel online erhielt der Film eine Bewertung von neun von zehn möglichen Punkten. Kritiker Christian Buß meinte, dass die Kleinteiligkeit in den Sequenzen trotz rasanter Montage „konsequent der Dynamik der Interaktion“ folge und zeige, „was passiert, wenn wir uns in der Begegnung mit anderen Menschen erkennen. Blicke und Dialoge, hier fungieren sie als Plot-Beschleuniger.“
Judith von Sternburg befand in der Frankfurter Rundschau: „Recht elegant entwickelt ‚Hundstage‘ eine Geschichte, die man zwar auch wirklich nicht zu ernst nehmen darf, in der sich aber doch Abgründe auftun.“ Der Film-Dienst beurteilte den Film als einen Krimi, der die persönlichen Albträume der Ermittler „glaubwürdig“ mit der Krimihandlung verbinde.

### Einschaltquoten
Die Erstausstrahlung von Hundstage am 31. Januar 2016 wurde in Deutschland von 9,34 Millionen Zuschauern gesehen und erreichte einen Marktanteil von 24,0 % für Das Erste.